# ルベン・コルダーノ
- ルベン・コルダノ

ルベン・コルダーノ・フスティニアーノ（Rubén Cordano Justiniano  ,  1999年10月16日 - ）は、ボリビア・サンタクルス県サンタ・クルス・デ・ラ・シエラ出身のプロサッカー選手。リーガ・デ・フットボル・プロフェシオナル・ボリビアーノのクラブ・ボリバルに所属している。ポジションはGK。他に『ルベン・コルダノ』などの表記もある。

## 来歴
2015年にクルブ・ブルーミングのトップチームに昇格し、2016-17シーズンより本格的にトップチームに定着。2018年シーズン途中から先発GKに定着した。

## ボリビア代表
2017年にエクアドルで開催された南米ユース選手権に、U-20のボリビア代表に選出され、先発GKを任された。2019年3月の東アジア遠征 (韓国戦、日本戦) にフル代表に初招集され、韓国戦でフル代表デビュー。コパ・アメリカ2019のメンバーにも招集された。